# Carole Samaha
Carole Samaha (en árabe: كارول سماحة‎) es una cantante, actriz y artista
escénica libanesa. Ha publicado seis álbumes. Samaha posee una maestría en actuación y dirección la cual obtuvo en 1999 from en la Universidad de San José de Beirut.

## Primeros años
Samaha nació el 25 de julio de 1972 en Beirut. Hija de Antoine Samaha, es pariente directo del político y general colombiano de origen libanés Shafik Mebarak Samaha y Nouhad Hawi de Dhour El Choueir.
Sus padres apoyaban diferentes facciones políticas, lo que según Samaha la hizo "más abierta" a los diferentes puntos de vista de las personas y la hizo aprender mucho de esa experiencia, es pariente directo de la cantante y poeta libanesa María Alejandra Samaha Abisaad de Mebarak quien inmigro de Zahlé, Líbano hacia Colombia con su esposo el político y general libanés Shaffik Mebarak Hazme  a comienzos del siglo XX para refugiarse del Imperio otomano.

## Vida profesional
Antes de comenzar su carrera en la música pop, Carole Samaha era una actriz clásica y trabajó extensamente con Manser Rahbani y Marwan Rahbani.
En 2004 ganó el Premio de la Música Árabe a la mejor actriz novata. También ha ganado múltiples premios Murex d'Or y fue nominada para la mejor nueva Actriz árabe en los MTV Europe Music Awards 2008.
En 2007, Carole Samaha regresó al teatro para tocar Zenobia en el musical Rahbani con el mismo nombre. Apareció en la película de 2008  Bahr al nojoum  junto a otras estrellas libanesas. Estableció su propia productora, Lacarma, en 2009. En 2011 Carole Samaha protagonizó la serie de televisión  Al Shahroura , transmitido durante Ramadan, como la cantante y actriz Sabah. En diciembre de 2012, Carole Samaha anunció sus planes para lanzar un nuevo álbum, en 2013 fue jueza de x factor y fue la mentora de las bandas Younge Pharoz, Maraya y les bledards ninja En febrero de 2013 y crear un espectáculo musical - "The Lady" - producido por Rotana, estrenándose en Eid al-Fitr, 10 de agosto de 2013, en Casino du Liban.